# Comunidade Evangélica Sara Nossa Terra
A Comunidade Evangélica Sara Nossa Terra (também conhecida como Sara Nossa Terra ou apenas Sara) é uma igreja evangélica neopentecostal no Brasil. Foi fundada em fevereiro de 1992, em Brasília, Brasil, por Robson Rodovalho e Maria Lúcia Rodovalho, presidentes e bispos do ministério. 

## História
Bispo Rodovalho se converteu aos 15 anos de idade durante um acampamento organizado na Igreja Presbiteriana do Brasil, o qual foi convidado por colegas de sua irmã. O primeiro ministério começou em 1970, quando se filiou à "Mocidade para Cristo" (MPC), passando a evangelizar e formar clubes bíblicos nos colégios. Tornou-se líder da MPC de Goiás e da região Centro-Oeste. 
Aos 17 anos, em um acampamento da MPC, recebeu o batismo no Espírito Santo. 

Antiga logo da Sara Nossa Terra.

Em 1976, casou-se com Maria Lúcia, foi consagrado pastor e fundou, com Cirino Ferro e César Augusto, a Comunidade Evangélica de Goiânia, seu primeiro ministério. A Sara Nossa Terra, o seu segundo ministério só foi iniciada em 1992, quando Rodovalho mudou-se para Brasília para estabelecer a sede nacional e internacional da igreja. O nome da igreja teria vindo de uma revelação recebida pelo bispo, baseada na passagem de II Crônicas 7:14: “Se o meu povo, que se chama pelo meu nome, se humilhar, e orar, e buscar (...), então eu ouvirei dos céus, e perdoarei os seus pecados e sararei a sua terra”.
A igreja, que cresce por meio de células estratégicas, possui mais de mil templos e já está presente nos seguintes países: Alemanha, Argentina, Brasil, Estados Unidos, Paraguai, Portugal, Espanha, Inglaterra, Holanda, Suíça, Itália, França, Guiné-Bissau, Peru, Uruguai e Finlândia, além de projetos para abertura de unidades na Rússia.
A Sara também realiza projetos voltados à assistência social. O mais conhecido é o "Parceiros de Deus", no Distrito Federal, que desde a sua criação, em 1994, já atendeu cerca de 60 mil famílias carentes. O projeto também oferece cursos profissionalizantes, presta assistência jurídica e faz circular um ônibus clínico-odontológico com médicos e dentistas para prestar atendimento à população carente.

## Arena Jovem
Idealizado pela Bispa Lúcia Rodovalho, Arena Jovem é o ministério de jovens da Sara Nossa Terra.
Atualmente, são responsáveis os Bispos Lucas e Priscila Cunha. Os cultos acontecem todos os sábados em várias partes do Brasil e mundo com a ajuda de grandes líderes.

#### Arena Xperience
Anualmente, o Ministério Arena Jovem realiza diversos eventos que acontecem em várias partes do Brasil, como an Arena Xperience, que reúne jovens em diversas cidades do país. O evento ocorre todos os anos no mês de fevereiro, mais precisamente no feriado de carnaval, trazendo sempre um tema diferenciado, com presença de pregadores e palestrantes vindos de várias partes do Brasil e do mundo, além de shows de grandes nomes da música gospel.
| Ano  | Tema                                       |
| ---- | ------------------------------------------ |
| 2010 | Por Amor                                   |
| 2011 | Somos Um                                   |
| 2012 | Visão, Missão Destino                      |
| 2013 | Arena Jovem, Uma Década Decidindo Destinos |
| 2014 | Mutatis Mundi (Mudando o Mundo)            |
| 2015 | Paixão e Devoção                           |
| 2016 | Somos o Povo da Cruz                       |
| 2017 | Nada a Temer                               |
| 2018 | Eu Nasci Pra Isso                          |
| 2019 | Invencível                                 |
| 2020 | Nenhum Passo Atrás                         |
| 2021 | Sempre foi Deus                            |
| 2022 | No Limits                                  |
| 2023 | 20 Anos Decidindo Destinos                 |

## Grandes eventos
As "Celebrações Proféticas" ocorrem no início do ano na sede mundial, em Brasília, todavia várias regiões do Brasil e do mundo acompanham o evento por videoconferência.
O Sara Conference acontece a partir do mês de maio em Campo Grande, São Paulo, Brasília, Curitiba e no Nordeste. Outras cidades acompanham o evento por videoconferência.  Pregações, palestras e apresentações musicais são o que definem o conteúdo do evento.

## Declaração de fé
1. Creem que a Bíblia é a palavra de Deus, inspirada e infalível (II Pe 1:21)
2. Que Deus se revelou como Pai, Filho e Espírito Santo (II Co 13:14).
3. Na divindade de Jesus, em seu nascimento virginal, em sua morte expiatória, em sua ressurreição corporal e em sua ascensão à destra do Pai (1Ts 4:14)
4. Que o homem foi criado bom e justo, mas perdeu essa natureza por cair voluntariamente no pecado (Gn 1:26-31)
5. Que a única esperança para a salvação do homem é através do sangue redentor de Cristo (Hb. 9:27)
6. Que todos que se arrependem de seus pecados e creem em Jesus como seu Salvador e Senhor, são salvos pela graça por meio da fé. (Ef 2:6-7)
7. Que a santificação e a vida vitoriosa são requisitos para a esposa de Cristo (Ef 5:25-27) [3]

## Circulo hierárquico ministerial
A Comunidade Evangélica Sara Nossa Terra conta com uma estrutura hierárquica que atua de forma decrescente, tal como: Apóstolos Bispo Robson Rodovalho e Maria Lucia Rodovalho, como fundadores do ministério Sara Nossa Terra; logo após bispos, que por sua vez dirigem estados específicos; coordenadores regionais, que coordenam regiões; pastores, estão a frente de uma determinada congregação; missionários que são aqueles que estão no caminho do pastorado, que por sua vez podem assim estarem a frente de uma congregação ou célula estratégica; diácono que serve, auxilia e orienta pessoas dentro do ministério, auxiliando também os pastores levando a palestra a ser ministrada; líderes de equipe; líderes de célula; cooperadores; co-líder (CL); líder em treinamento (LT).

## Meios de comunicação

### Rede Gênesis de TV
A igreja dispõe de uma ampla estrutura de comunicação: a Rede Gênesis de Televisão, que possui um alcance de mais de 16 milhões de lares e abrange 20 estados brasileiros e possui sinal estendido aos Estados Unidos, Europa, Portugal e África. Em canal por assinatura, outras cidades em diferentes estados recebem o sinal da Rede Gênesis.

### Sara Brasil FM
A Rede Sara Brasil FM está presente em nove capitais do país, com programação baseada na palavra de Deus, prestação de serviços e para entretenimento.

### Sara Brasil Edições e Produções
A Sara Brasil Edições e Produções (SBE) foi criada em 1998 com o objetivo primeiro de atender à necessidade de levar conhecimento e mensagens de caráter religioso ao público interno. Esse propósito rapidamente evoluiu, com ampliação do público para o segmento evangélico e, posteriormente, com a diversificação temática, que passou a abranger, além dos princípios da fé e da palavra de Deus, questões ligadas aos relacionamentos humanos, à origem de problemas emocionais e espirituais, aos efeitos e às formas de recuperação diante das perdas, ao desenvolvimento da liderança e, mais recentemente, ao encontro entre a ciência e a fé.

### SaraMusic
A gravadora SaraMusic nasceu em 2006. Inicialmente era voltada para os talentos do próprio Ministério. Hoje tem um portfólio diversificado de artistas, que oferecem um repertório rico em estilos, do sertanejo a um pop rock mais suave. 
O casting da SaraMusic conta, por exemplo, com o casting: Bispo Rodovalho, Arena Louvor, Hélio Borges e Banda Stone.

### SaraPlay
Serviço de streaming da Sara Nossa Terra disponível para PCs, smartphones e tablets nas plataformas IOS e Android. Com conteúdos como palavras, vídeos e também filmes produzidos pelo núcleo de mídia da igreja.

## Projetos sociais

### Parceiros de Deus
Projeto da Sara, por meio do qual são investidos os recursos que a igreja recebe como doação de seus membros. O principal meio dos investimentos é pela expansão das redes de rádio e televisão do Grupo Sara, além de criar, implantar e sustentar projetos voltados para atender as necessidades da população carente.
Hoje a base da obra social inclui seis creches próprias, totalmente financiadas com recursos da igreja, além do "Projeto Pequeninos", voltado para o atendimento à população de renda mais baixa das sociedades em que a Sara atua.